# 呉光新
呉 光新（ご こうしん）は、清末民初の軍人。北京政府、安徽派の有力軍人で、段祺瑞配下の「四大金剛」の1人（他は靳雲鵬・徐樹錚・傅良佐）と目された。また、段の義弟（妻の弟）にあたる。字は閻堂、自堂、植堂、志堂。

## 事跡
1903年（光緒29年）6月、日本に留学する。陸軍士官学校砲兵科第3期で学び、翌年卒業した。帰国後は、北洋陸軍第3鎮砲3標管帯、奉天混成協標統、第13混成協砲標標統、第2軍参議官と歴任した。
1914年（民国3年）、陸軍第20師師長に就任したが、同年、病のため辞任した。袁世凱死後は段祺瑞率いる安徽派の有力幹部と目される。1917年（民国6年）、長江上游司令部司令に任命された。同年夏には四川査弁使を兼任した。1920年（民国9年）6月、湖南督軍も兼ねた。しかし翌月の安直戦争の際に、呉は直隷派の湖北督軍王占元に拘禁され、軍も武装解除された。
1921年（民国10年）に釈放されると、呉光新は奉天派に与する。1924年（民国13年）9月の第2次奉直戦争では、奉軍第6方面軍副司令として参戦した。段祺瑞による執政政府が成立すると、陸軍総長、陸軍訓練総監に任命された。1925年（民国14年）12月に辞職し、段とともに上海に移住した。
1939年（民国28年）、香港で病没。享年59。

## 注
1. ↑  徐友春主編『民国人物大辞典』によると、第6軍副軍長。